# Bactrocera coracina
Bactrocera coracina är en tvåvingeart som först beskrevs av Drew 1971.  Bactrocera coracina ingår i släktet Bactrocera och familjen borrflugor. Inga underarter finns listade.